# Хондзё, Киро
Киро Хондзё (яп. 本庄 季郎 хондзё: киро:, 1901 — 1990) — японский авиаконструктор. Окончил Токийский университет. Работал инженером-авиаконструктором фирмы Mitsubishi Heavy Industries. Спроектировал бомбардировщики G3M (Nell) и G4M (Betty). Считается, что разработанный им прототип истребителя «Тип 96» имел лучшие в мире лётные характеристики на тот момент.
Во время американской оккупации Японии после окончания Второй мировой войны японским компаниям, включая Мицубиси, было запрещено производить самолеты. По этой причине Хондзё начал работу над иными продуктами для гражданского использования. Он сконструировал велосипед Mitsubishi «Cross», который производился из дюраля, оставшегося от производства самолетов военного времени. Хондзё также разработал планер, на котором Ока Рёки победил в 1977 году на первом международном Birdman Rally в Японии. 21 апреля 1990 года Хондзё умер в возрасте 88 лет от рака простаты.
Его персонаж был изображён в аниме-фильме 2013 года «Ветер крепчает».